# 藤原時光
藤原 時光（ふじわら の ときみつ）は、平安時代中期の公卿。藤原北家、関白太政大臣・藤原兼通の次男。官位は従二位・中納言。

## 経歴
右兵衛尉・左近衛将監を経て、円融朝初頭の天禄元年（970年）従五位下に叙爵する。また、天禄4年（973年）春宮大進に任ぜられ、春宮・師貞親王に仕える。
天延2年（974年）父・藤原兼通が関白太政大臣として執政の座に就くと、時光も同年正月に従五位上、11月に正五位下と続けて昇叙され、天延3年（975年）従四位下・蔵人頭兼右近衛権中将と急速に昇進し、天延4年（976年）参議に任ぜられ公卿に列す。貞元2年（977年）3月に従四位上に叙せられるが、同年11月に兼通が没すると昇進は止まってしまう。
議政官の傍らで、左兵衛督・大蔵卿などを兼帯し、この間の永観2年（984年）かつて春宮大進/亮として仕えた師貞親王の即位（花山天皇）に伴って正四位下、永延3年（989年）従三位と昇叙されている。
藤原道長執政下の長徳3年（997年）参議の職20年以上を経てようやく中納言に昇任する。長保3年（1001年）正三位に、三条朝の長和2年（1013年）従二位に至る。長和4年（1015年）10月4日薨去。享年68。最終官位は従二位中納言弾正尹。

## 官歴
注記のないものは『公卿補任』による。
- 応和4年（964年） 日付不詳：東宮昇殿（春宮：憲平親王）
- 康保2年（965年） 5月11日：右兵衛尉（東宮御給、殿上労）
- 康保4年（967年） 9月5日[注釈 1]：昇殿
- 安和元年（968年） 12月18日：左近衛将監
- 天禄元年（970年） 11月20日：従五位下（大嘗会）
- 天禄3年（972年） 正月24日：美作介。2月19日：甲斐守
- 天禄4年（973年） 正月29日：昇殿、2月19日：春宮大進（春宮・師貞親王）。8月19日：兼少納言
- 天延2年（974年） 正月7日：従五位上（少納言労）。10月11日：春宮亮。11月18日：正五位下（東宮御給、朔旦）
- 天延3年（975年） 正月7日：従四位下（中宮御給）、還昇。11月27日：右近衛権中将、蔵人頭[1]
- 天延4年（976年） 正月28日：兼備前守。12月22日：参議、右中将備前守去之[2]
- 貞元2年（977年） 正月28日：伊予権守。3月26日：従四位上（閑院行幸日）。4月24日：兼左兵衛督
- 天元4年（981年） 日付不詳：止権守
- 天元5年（982年） 正月30日：兼周防権守
- 永観2年（984年） 10月10日：正四位下（御即位日）
- 寛和2年（986年） 日付不詳：止権守
- 永延元年（987年） 7月21日：兼大蔵卿
- 永延3年（989年） 3月7日：従三位
- 永祚2年（990年） 正月29日：兼大和権守
- 正暦5年（994年） 日付不詳：止権守
- 長徳2年（996年） 正月25日：兼備前権守
- 長徳3年（997年） 7月5日：中納言。
- 長保3年（1001年） 正月24日：正三位（納言労）
- 寛弘元年（1004年） 8月29日：兼弾正尹
- 長和2年（1013年） 正月7日：従二位
- 長和4年（1015年） 10月4日：薨去（従二位中納言弾正尹）[3]

## 系譜
『尊卑分脈』による。
- 父：藤原兼通
- 母：大江皎子（大江維時の娘）
- 妻：紀貞興の娘
  - 男子：藤原忠任
  - 男子：藤原兼任
- 生母不詳の子女
  - 男子：朝慶